# Ctenoplusia pauliana
Ctenoplusia pauliana là một loài bướm đêm trong họ Noctuidae.